# Artur Schütt
Artur Schütt (* 23. April 1932 in Hindenburg/Oberschlesien; † 11. Februar 2024 in Speyer) war ein deutscher Pädagoge, Librettist und Autor.

## Leben
Artur Schütt wuchs in Schlesien und Thüringen auf. Er studierte Germanistik, allgemeine Sprachwissenschaft und Geografie in Berlin. Er war Oberstudiendirektor, Fachleiter für Deutsch am Studienseminar für das Lehramt an Gymnasien in Speyer und von 1972 bis 1987 Schulleiter des dortigen Gymnasiums am Kaiserdom. Bekannt wurde er in diesem Kontext mit schulpädagogischen Publikationen, daneben veröffentlichte Schütt Werke mit Lyrik und Prosa. Er war Begründer der Speyerer Literaturtage.
Schütt gehörte zudem der Kommission „Anwalt des Kindes“ in Rheinland-Pfalz an.
Von 1977 bis 1982 war er erster Vorsitzender des Literarischen Vereins der Pfalz. In diese Zeit fiel die Einhundertjahrfeier des Vereins; er prägte dabei das Begriffspaar „geschichtliche Tradition und Zukunftserwartung“ angesichts des damals anstehenden Generationswechsel.
Mit seiner Frau Jule Schütt gründete und leitete er von 2001 bis 2018 die ‚Winkeldruckerey‘ in Speyer und brachte dort seine Erfahrungen als Schriftsetzer und Drucker ein. Dem angeschlossen ist ein Typographisches Kabinett, das national und international renommierte Handpressendrucker für Ausstellungen nutzen können.
Für sein Lebenswerk erhielt er den Pfalzpreis für Literatur.
Artur Schütt lebte in Speyer.

## Werke (Auswahl)
- Nach der Freundlichkeit zu suchen. Gedichte. Landau, Literar. Verein d. Pfalz, 1975.
- Schau da. Lyrik. Speyer, Buchhandlung Oelbermann, Selbstverlag, 1978.
- Ich möcht‘ einmal im Leben. Gedichte und Bilder. Speyer, A. Schütt, 1982.
- Geschichten aus der Roten Hütt’. Rhodt u. Rietburg, Verl. Junge Literatur, 1984.
- Das Karussell der Bildung. Heidelberg, Quelle und Meyer, 1985, ISBN 978-3-494-01106-6.
- Ankunft in Ombrosa. Speyer, Engel d. Poesie, 1986.
- Der letzte Flügelengel und andere Geschichten mit (un-)gläubigen und unglaublichen Engeln. Weber, Speyer 1988.
- Der Himmel von Speyer. Ortsbestimmungen und Selbstbildnisse. Anthologie. Speyer, Engel der Poesie, 1990.
- Morgen in Lanzarote. Landau/Pfalz, Pfälzische Verl.-Anst., 1991, ISBN 978-3-87629-215-1.
- Die spiralförmigen Gedanken der Köchin beim Kartoffelschälen. Speyer, Engel der Poesie, 1992.
- Die Löcher im Stundenplan. Hermann G. Klein Verlag, 1994, ISBN 978-3-921797-49-5.
- Konzert für Nebelhörner & Wolkenfresser. Speyer, Engel der Poesie, 1996.
- Die ozeanischen Gefühle der Köchin beim Ablegen der Stützstrümpfe am Abend. Blieskastel, Gollenstein, 1997, ISBN 978-3-930008-56-8.
- Flugwörter & Zeilenrisse. Gedichte mit Zeichnungen von Jochen Frisch, Speyer, Engel der Poesie, 1999.

### Schulpädagogische Werke
- Das Sachbuch im Deutschunterricht. Düsseldorf, Pädagogischer Verlag Schwann, 1972, ISBN 978-3-7895-0174-6.
- Deutschunterricht – Schüler ziehen Bilanz. Düsseldorf, Pädagogischer Verlag Schwann 1972, ISBN 978-3-7895-0177-7.
- Textanalyse optisch. Hussong, Martin. Cornelson, 1994, ISBN 978-3-590-15351-6.

### Werke als Librettist
- Nun sind die Kraniche längst im Süden. Heller, Barbara. Kassel, Furore-Verlag, 1998, ISMN: 979-0-50012-648-5.

## Auszeichnungen
- 1999 Buch des Jahres (Rheinland-Pfalz)
- 2003 Pfalzpreis für Literatur
- 2012 Ehrennadel der Stadt Speyer